# Viva Van
Victoria Tran, conhecida pelo nome de ringue Viva Van, é uma lutadora profissional norte-americana atualmente contratada pela All Elite Wrestling. Ganhou destaque no circuito independente, com participações em promoções como a Ring of Honor, Lucha Libre AAA Worldwide, Impact Wrestling e New Japan Pro-Wrestling. Ela também competiu no CMLL International Gran Prix, representando o Vietnã, além de ter se apresentado no programa NJPW Strong.

## Primeiros anos
Viva Van nasceu e foi criada em Los Angeles, Califórnia, em uma família vietnamita-americana. Desde a infância, era fã de luta livre profissional e filmes de terror. Seu lutador favorito durante a juventude era The Undertaker.
Durante os estudos universitários, enquanto cursava contabilidade, Van relembra: "Eu me lembro de como era miserável na contabilidade, eu não era nada boa nisso", e completou: "Sempre tive esse sonho secreto de querer ser uma lutadora profissional". Eventualmente, decidiu concluir seus estudos, mudar o curso de contabilidade para marketing e, então, iniciar seu treinamento como lutadora. Ela se formou na Universidade do Estado da Califórnia em 2020 com um diploma em marketing.
Van também frequentou uma escola de artes cênicas, onde explorou o canto. Após experimentar os gêneros R&B e jazz, acabou se interessando por metal e posteriormente se tornou vocalista de uma banda de death metal.

## Carreira na luta livre profissional
Viva Van iniciou seu treinamento na KnokX Pro Wrestling Academy, sob a orientação do Hall of Famer da WWE e membro da família Anoaʻi, Rikishi. Em entrevista ao site Cultaholic, Van relatou que um acidente de carro foi determinante para que ela pudesse iniciar seu treinamento em luta livre profissional, além de comentar sobre seu trabalho com promoções como a Lucha Libre AAA Worldwide.
Van fez sua estreia no wrestling profissional em 2018. Desde então, trabalhou para diversas promoções no circuito independente dos Estados Unidos, incluindo PCW Ultra, Championship Wrestling from Hollywood, Hoodslam e DEFY Wrestling. Também atuou em promoções nacionais como Impact Wrestling, All Elite Wrestling e Ring of Honor. Internacionalmente, Van competiu em promoções mexicanas como a Lucha Libre AAA Worldwide e o Consejo Mundial de Lucha Libre, participando do torneio CMLL World Women's Championship. No Japão, lutou pela New Japan Pro-Wrestling. Em 2020 e 2022, Van participou de testes para a WWE, mas não foi contratada.
No dia 1 de janeiro de 2025, Van anunciou que assinou contrato com a All Elite Wrestling. Em 3 de maio de 2025, derrotou Yuki Kamifuku da Tokyo Joshi Pro Wrestling para conquistar o Campeonato Feminino da Vietnam Pro Wrestling.

## Conquistas e títulos
- Arizona Wrestling Federation
  - AWF Women's Championship (1 vez) [20]

- Big Time Wrestling
  - BTW Women's Championship (1 vez, atual) [21]

- Future Stars of Wrestling
  - FSW Women's Championship (1 vez) [21]

- New Tradition Lucha Libre
  - NTLL Women's Championship (1 vez) [21]

- PCW Ultra
  - PCW Ultra Women's Championship (2 vezes) [22]

- Pro Wrestling Illustrated
  - Classificada como a número 50 na lista das 150 melhores lutadoras do PWI Women's 150 em 2022[23]

- SoCal Uncensored
  - Lutadora do Ano do Sul da Califórnia (2021) [23]

- Tomahawk Professional Wrestling
  - Tomahawk Pro Women's Championship (1 vez, inaugural) [21]

- Vietnam Pro Wrestling
  - VPW Women's Championship (1 vez, atual) [24]
  - Indução ao VPW Hall of Fame (2023) [24]

- Venue Wrestling Entertainment
  - VWE Women's Championship (1 vez) [21]